# Livio Proietti
Livio Proietti (Tivoli, 2 dicembre 1957) è un politico italiano, di professione avvocato.

## Biografia
È stato segretario provinciale di Roma del Movimento Sociale Italiano e di Alleanza Nazionale; nel 1996 è stato eletto alla Camera dei deputati per Alleanza Nazionale per la XIII legislatura, facendo parte delle Commissioni lavoro e bilancio. Resta deputato fino al 2001.
È stato nominato nel 2002 consigliere di amministrazione di Sviluppo Italia (holding del Ministero dell'Economia che ha sostituito la Cassa del Mezzogiorno) e poi consigliere delegato dell'Istituto per lo sviluppo dell'agroindustria.
Nel 2007 è tra i fondatori del movimento politico La Destra, di cui è stato capolista nella circoscrizione Lazio 2. È stato segretario regionale del movimento per il Lazio, garante degli iscritti ed attualmente è segretario nazionale amministrativo.
È stato nominato nel gennaio 2012 presidente di BIC Lazio S.p.A., società dedicata al tutoraggio d'impresa ed all'assistenza allo start up di imprese giovanili e femminili, controllata dalla Regione Lazio
È stato insignito dal Presidente della Repubblica Ciampi dell'Onorificenza di Commendatore all'Ordine della Repubblica Italiana
Nel febbraio 2017 è eletto presidente del collegio di garanzia del Movimento Nazionale per la Sovranità.
Il 28 giugno 2023 viene nominato dal Ministro dell’agricoltura della sovranità alimentare e delle foreste On. Francesco Lollobrigida commissario straordinario dell’ISMEA ed il 31 luglio successivo assume anche la carica di amministratore unico di AGRI-CAT s.r.l., società pubblica che gestisce il fondo catastrofale omonimo, strumento creato per fronteggiare gli eventi dannosi catastrofici in agricoltura.
Con Decreto del Presidente della Repubblica del 22-2-2024 è nominato Presidente dell'ISMEA.